# Искра Октября
И́скра Октября́ — посёлок, административный центр Покровского сельского поселения Рыбинского района Ярославской области и Покровского сельского округа. Сельское поселение, округ и основная общеобразовательная школа, расположенная в посёлке носят традиционное название по соседнему старинному селу Покров, фактически же центром стал этот более благоустроенный и крупный посёлок, расположенный ближе к районному центру Рыбинск. Образование и существование посёлка тесно связано с находящемся в нём фабрикой технических бумаг и даже в речи жителей часто вместо официального названия используются Посёлок бумажной фабрики или просто Бумажка.
Посёлок стоит на федеральной автомобильной трассе Р104, между деревней Хвощёвка (в сторону Рыбинска) и селом Покров (в противоположную сторону), при пересечении этой трассой реки Коровка. В застройке посёлка встречаются здания самых разнообразных типов: традиционные рубленные избы, деревянные рубленные двухэтажные многоквартирные дома, кирпичные двухэтажные дома, панельные многоэтажные дома, современные коттеджи обеспеченных людей.
Федеральная трасса образует основную улицу деревни, застроенную двухэтажными кирпичными домами. Более старая часть посёлка расположилась на правом берегу реки Коровка, а сама фабрика непосредственно у моста — на левом берегу, с севера от федеральной трассы. Вблизи фабрики находится несколько деревянных двухэтажных домов, а в последние десятилетия Советской власти там было построено несколько пятиэтажных панельных домов серии 111—121. Напротив фабрики, с южной стороны трассы и в сторону Рыбинска сформировался небольшой район коттеджей. Боковые улицы застроены в основном избами. В посёлке действует средняя школа, имеются магазины и кафе, в значительной мере ориентированные на проезжающих по трассе. Регулярные рейсовые автобусы из Рыбинска через посёлок следуют до села Покров, делают в посёлке две остановки. Ближайший населённый пункт в сторону Рыбинска — деревня Хвощёвка. Между ними в стороне от дороги находится деревня Липовка, а вблизи дороги асфальтовый завод и автозаправочная станция.
На 1 января 2007 года в посёлке Искра Октября числилось 1333 постоянных жителей.
Почтовое отделение, расположенное в посёлке, обслуживает дома на улицах: Заречная (10 домов), Крупской (27 домов), Мира (9 домов), Молодёжная (54 дома), Октябрьская (9 домов), Советская (21 дом), Солнечная (30 домовв), Спортивная (14 домов), Труда (8 домов), Чкалова (25 домов), Юбилейная (18 домов). Кроме собственно посёлка отделение обслуживает ряд населённых пунктов в ближайших окрестностях Рыбинска: Выгорода, Костино, Липовка, Максимовское, Узково, Хвощёвка..